# Nathalia Dill
Nathalia Goyannes Dill Orrico, född 24 mars 1986 i Rio de Janeiro, är en brasiliansk skådespelare.